# Хердт
Хердт (њем. Hördt) општина је у њемачкој савезној држави Рајна-Палатинат. Једно је од 31 општинског средишта округа Гермерсхајм. Према процјени из 2010. у општини је живјело 2.417 становника. Посједује регионалну шифру (AGS) 7334011.

## Географски и демографски подаци
Хердт се налази у савезној држави Рајна-Палатинат у округу Гермерсхајм. Општина се налази на надморској висини од 99 метара. Површина општине износи 18,5 km². У самом мјесту је, према процјени из 2010. године, живјело 2.417 становника. Просјечна густина становништва износи 131 становника/km².

## Међународна сарадња
| Мјесто  | Држава  | Врста сарадње | Од    |
| ------- | ------- | ------------- | ----- |
| Стабрук | Белгија | партнерство   | 1996. |
| Извор   |         |               |       |